# Hondáb megye
Hondáb megye (perzsául شهرستان خنداب) Irán Markazi tartományának nyugati megyéje az ország középső, nyugati részén. Északon Komidzsán megye, keletről Arák megye, délről Sázand megye határolják, délnyugat, nyugat, északnyugat irányából pedig Hamadán tartomány határolja. Székhelye a közel 7 000 fős Hondáb városa. A megye lakossága 59 112 fő. A megye két kerületre oszlik: Központi kerület és Kare Csáj kerület. A megye hivatalosan 2007-ben vált ki Arák megye területéből.

## Fordítás
- Ez a szócikk részben vagy egészben  a   Khondab County című angol Wikipédia-szócikk ezen változatának fordításán alapul.  Az eredeti cikk szerkesztőit annak laptörténete sorolja fel. Ez a jelzés csupán a megfogalmazás eredetét és a szerzői jogokat jelzi, nem szolgál a cikkben szereplő információk forrásmegjelöléseként.